# 佩里 (堪薩斯州)
佩里（英語：Perry）是一個位於美國堪薩斯州傑佛遜縣的城市。

## 地方資料
根據2020年美國人口普查的數據，佩里的面積為1.97平方千米，當中陸地面積為1.94平方千米，而水域面積為0.03平方千米。當地共有人口852人，而人口密度為每平方千米432.49人。